# スクリーミング・ロード・サッチ
スクリーミング・ロード・サッチ（Screaming Lord Sutch、1940年11月10日 - 1999年6月16日）はイングランドの歌手・政治家。ロンドン生まれ。本名をデヴィット・エドワード・サッチという労働者階級の出身者だが、公の場でロード・デヴィット・サッチという貴族階級風の名前を名乗って、音楽活動と政治活動を行なった。
『オフィシャル・モンスター・レイブン・ルーニー・パーティー』（The Official Monster Raving Loony Party、OMRLP）の創設者である。

## 改名
サッチの本名はDavid Edward Sutchだったが、彼はイギリス連邦の改名制度であるDeed Poll制度に基づいて、Lord David Sutchと名乗った。Lordは本来イギリスの伯爵の呼び名で「卿」と訳されるが、彼の場合はLord Davidという名前の一部ということになる。著作権表示、自伝の著者名、政党党首名も全てLord David Sutchであり、彼は貴族階級の出身であるという誤解が生まれる素地を作った。
サッチはシルクハットをトレードマークにしていたことから、同じくシルクハットを被っていた当時のコミック雑誌のキャラクターだったLord Snootyをイメージして用いたといわれている。"Lord Sutch The 5th Earl Of Harrow"（サッチ卿・第5代ハーロウ伯爵）と名乗ることもあった。

## 経歴

### 音楽活動
1950年代後半にアメリカのロックンロールの影響を受けて音楽活動を開始した。

#### 1960年代
1960年頃にスクリーミング・ロード・サッチ&ザ・サヴェイジズ（Screaming Lord Sutch & The Savages）を結成した。スクリーミング・ロード・サッチという彼の芸名はアメリカのR&B歌手スクリーミン・ジェイ・ホーキンズに由来した。ステージでは背中にかかる長髪をなびかせながら、豹の毛皮を着て頭に2本の大きな角をつけた「ボルネオの獣人」、シルクハットに黒マントをはおり医療カバンとナイフを持ちながら唄う「ジャック・ザ・リッパ―」、棺桶から登場する「吸血鬼」、というホラー的演出で評判を呼んだ。
1961年、スクリーミング・ロード・サッチ&ザ・サヴェイジズは2本の角のあるモンスターを主人公にしたホラー・ロック「ティル・ザ・フォローイング・ナイト」でEMIよりレコード・デビュー。プロデューサーはジョー・ミークが務めた。1963年には2枚目のシングルとして、19世紀のイギリスに実在した正体不明の殺人鬼『切り裂きジャック』をテーマにした「ジャック・ザ・リッパー」を発表。レコードの宣伝には切り裂きジャックに扮したサッチが若い女性を襲うホラー映画のようなプロモーション・フィルムが撮影されて、コインを入れるとレコードと映画フィルムが見られる「ビデオ・ジュークボックス」が用いられた。
その後も「ドラキュラズ・ドーター」、「パープル・ピープル・イーター」、「モンスター・イン・ブラック・タイツ」など、ホラータッチのノヴェルティソングとでもいうべきシングルを発表。いずれも題名はおどろおどろしいが曲調は軽快なロックンロールだった。彼等は大ヒット曲こそ生み出せなかったが、ビートルズがデビューする前のイギリスで最も稼いでいたライブ・バンドだったとされている。オリジナル曲の他、ロックン・ロールやR&Bのスタンダードを演奏し、「アイム・ア・ホッグ・フォー・ユー」、「ハニー・ハッシュ」、「トレイン・ケプト・ローリング」などのシングルも発表した。
サッチは1940年生まれで年齢的にはビートルズをはじめとするブリティッシュ・インヴェイジョンの世代だが、デビュー時期が早かったため、ビートルズ以前の「バック・バンドを従えたシンガー」が主流だった時代の最後期の一人に相当する。彼はイギリスのロックがブリティッシュ・ビートからブルース・ロックへと変化する中でも、相変わらずロックンロールだけを演奏し続けたので、音楽的な評価は低かった。彼は自分をロックンロールを唄うヴォードビリアン（芸人）と位置づけており、ステージを重視した観点からメンバーを選ぶ能力に長けていた。ザ・サヴェイジズ出身の有名人にはリッチー・ブラックモア（ディープ・パープル）、ジミー・ペイジ（レッド・ツェッペリン）、ジェフ・ベック（ヤードバーズ）、マシュー・フィッシャー（プロコル・ハルム）、ノエル・レディング（ジミ・ヘンドリックス・エクスペリエンス）、ニッキー・ホプキンスなどがいる。初代ドラマーのカルロ・リトル（芸名リトル・スラッシャー・カルロ）は、ローリング・ストーンズのメンバーに誘われたが、ギグが多忙なため断ってチャーリー・ワッツを紹介した。

#### 1970年代
レコードセールスは1960年代には振るわなかったが、1970年には有名になった元メンバーを集めて発表したアルバム『ロード・サッチ・アンド・ヘヴィ・フレンズ』が、イギリスとアメリカでスマッシュ・ヒットになった。彼とペイジがプロデュースした同アルバムは、レッド・ツェッペリン結成直前のペイジとジョン・ボーナムが参加した曲やベックが曲が収録されたスーパーセッションのようなもので、ロックン・ロールの改作や過去のデモ・テープを使ったものだった。彼のボーカルはハードロックに合っているとはいえない。アルバム・ジャケットは派手な貴族風衣装を着たサッチが車体の外装にユニオンジャックを使ったロールス・ロイスの前に立つ写真で、アメリカや日本で彼が貴族階級出身者であるという誤解を生んだ。
このアルバムのヒットを受けて、1972年にはロード・サッチ・アンド・ヘヴィ・フレンズ名義でライブ・アルバム『ハンズ・オブ・ジャック・ザ・リッパー』を発表。ブラックモア、レディング、キース・ムーン（ザ・フー）が参加した同アルバムの内容は、彼本来の持ち味であるロックンロールのカバーが中心で、「ジャック・ザ・リッパー」を改作した演劇的な長尺のオリジナル曲「ハンズ・オブ・ジャック・ザ・リッパー」が収録された。
1972年8月5日、ロンドンのウェンブリー・スタジアムで開催された『ロックンロール・リバイバル・ショウ』（The London Rock and Roll Show）に、1960年代初期の人気シンガーのハインツ・バートと共にイギリス代表として出演した。彼は前宣伝で、髪を緑色に染めて下着姿の女性陣とロンドンでパレードを行なって警察沙汰となった。そして本番では同じく下着姿の女性に担がれた白い棺に入り葬送行進曲に乗って登場し、背丈ほどもある銀色のシルクハットを被り、「ティル・ザ・フォローイング・ナイト」と「ハンズ・オブ・ジャック・ザ・リッパー」を披露した。彼は当時、自分のスタイルを真似たという理由でアリス・クーパーを訴えていたが、「ハンズ・オブ・ジャック・ザ・リッパー」では、ロサンジェルスから招いた同姓同名のストリッパーを登場させた。同名記録映画（1973年）で視聴可能である。

#### 1980年代以後
1980年代と1990年代にもアルバム『ロック&ホラー』、『マーダー・イン・ザ・グレイブ・ヤード』、『ライブ・マニフェスト』やシングル「ルーニー・ロック」「ロンドン・ロッカー」「ミッドナイト・マン」「ナンバー・テン・オア・バスト」を発表。ライブ活動も継続していた。
1990年代にイギリスEMIより、1960年代のシングル曲を集めたコンピレーション・アルバムが発売された。

### 政治活動
1960年代に、ナショナル・ティーンエイジ・パーティーを結党してイギリス国会議員に立候補したが、落選して供託金を没収された。しかし1982年にオフィシャル・モンスター・レイブン・ルーニー・パーティー（The Official Monster Raving Loony Party、OMRLP）を結党して、1990年代後半まで継続して自分や党員を候補に立てて選挙に打って出るなど、ユニークな政治活動を展開した。彼はイギリスで1960年代から1990年代まで一貫して政党党首の座にありつづけた唯一の政治家だった。彼自身は泡沫候補のように見られて最後まで落選し続けたが、地方議会の議員に当選した党員もいた。
公約は「10代の選挙権確立」「犬の登録制度廃止」「地方ラジオ局開設の規制緩和」などで、当初はまじめに捉えられなかったものの後年には実現したものもある。ラジオ局開設の規制緩和を主張するにあたり、1960年代半ばの数年間、シヴァリング・サンズを不法に使用して海賊放送局の『ラジオ・サッチ』を開局して、『チャタレイ夫人の恋人』の朗読を延々流した。
彼は音楽活動も政治活動の一環と捉えており、前述のアルバム『ハンズ・オブ・ジャック・ザ・リッパー』でハロルド・ウィルソン首相を非難し、後年にはマーガレット・サッチャー首相を非難して豚（ホッグ）のマスクを被り便座を首にかけて、「アイム・ア・ホッグ・フォー・ユー」の歌詞を「アイム・ア・ホッグ・フォー・マギー」と替えて歌った。
しかし最愛の母親を亡くした90年代後半から精神的な落ち込みを見せはじめた。さらに供託金の引き上げが重なったことから国政選挙への不参加を表明するなど、活動も停滞させたといわれている。

### 死
1999年6月16日、自宅で首を吊り自ら命を断った。享年58歳。彼の死はイギリス国内で大きく報道され、多くの国民が悲しんだ。
現在もOMRLPの創設者として、同党の精神的シンボルとなっている。

## エピソード
- スクリーミング・ロード・サッチ&ザ・サヴェイジズは、ブラックモアが在籍していた1967年のヨーロッパ公演ではロード・カエサル・サッチ＆ザ・ローマン・エンパイア（Lord Caeser Sutch & The Roman Empire）と名乗り}[17]、ブラックモアを含むメンバー全員がサッチと同様に騎士の格好をしてステージに立った[18]。
- サッチは『ロード・サッチ・アンド・ヘヴィ・フレンズ』を製作する時にはペイジに彼の名前を出さないと約束していたが、発表する時にはその約束を反故にしてアルバム・ジャケットで彼との共作曲のクレジットを全て「サッチ／ペイジ」にして、彼を唖然とさせた。
- また同アルバムに収録されたベックの参加曲では、過去にベックが参加したデモテープをマスタリングしてベックのギターとホプキンスのピアノの音量を無理やり上げた。サクソフォーンの音が微かに聞こえる。
- 『ロード・サッチ・アンド・ヘヴィ・フレンズ』は、1990年代に収録曲の一つと同名のアルバム『スモーク・アンド・ファイアー』として再発され[19]、ジャケットにはペイジ、ベック、ボーナム、レディング、ホプキンスの名前がこの順番で記された。サッチの名前はシンガー「デヴィット・サッチ」として、裏ジャケットに表示された参加者リストの最後に記されている。
- 『ハンズ・オブ・ジャック・ザ・リッパー』は実際はスタジオ録音の擬似ライブ・アルバムであるといわれている。真相は不明だが、少なくとも効果音などのダビングが施されている。
- 1990年代にEMIから発売されたシングル曲のコンピレーション・アルバムは海賊盤対策だった。ジャケットにはサッチが所有していた、彼が大物ミュージシャンと撮影した写真が多数掲載されているが、ジミ・ヘンドリックスとの写真は演奏するヘンドリックスの後ろにわずかに写っているだけで、エルヴィス・プレスリーとの写真もサインをもらっているところを撮影されたものである。
- セックス・ピストルズは、サッチの前座としてライブ・デビューを果たした。

## ディスコグラフィ
サッチは1961年以降からレコードをリリースしており、その後の作品は次の通り。
- 『ロード・サッチ・アンド・ヘヴィ・フレンズ』 - Lord Sutch and Heavy Friends (1970年) ※1990年代に『Smoke and Fire』として再発された。
- 『ハンズ・オブ・ジャック・ザ・リッパー』 - Hands of Jack the Ripper (1972年) ※ロード・サッチ・アンド・ヘヴィ・フレンズ名義。旧邦題『切り裂きジャック』
- "Jack the Ripper" (1976年) ※シングル
- Alive and Well (1980年) ※ライブ
- Rock & Horror (1982年)
- Jack the Ripper (1985年) ※コンピレーション
- Story/Screaming Lord Sutch & The Savages (1991年) ※コンピレーション
- Live Manifesto (1992年) ※ライブ
- Murder in the Graveyard (1992年) ※ライブ
- Raving Loony Party Favourites (1996年) ※コンピレーション
- Monster Rock (2000年) ※コンピレーション
- Midnight Man (2000年) ※EP
- The London Rock & Roll Show (2007年) ※オムニバス・ライブDVD